# Basílica de Notre-Dame-du-Cap
Basílica de Notre-Dame-du-Cap é uma basílica da cidade de Trois-Rivières, Quebec, Canadá. É um importante santuário Católico, que recebe milhares de fiéis todos os anos.
A estrutura foi originalmente construída como uma igreja em 1720. A primeira peregrinação ao Santuário foi feita no dia 7 de maio de 1883. Em 1964, a basílica atual foi inaugurada, e o santuário tornou-se oficialmente uma basílica menor[carece de fontes?].

## Galeria

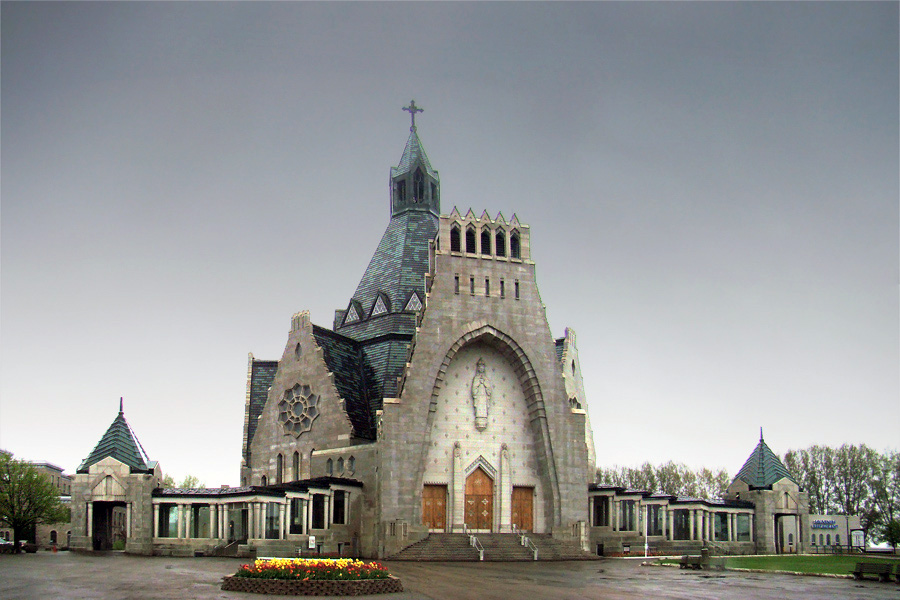
Basílica de Notre-Dame-du-Cap Trois-Rivières, Quebec
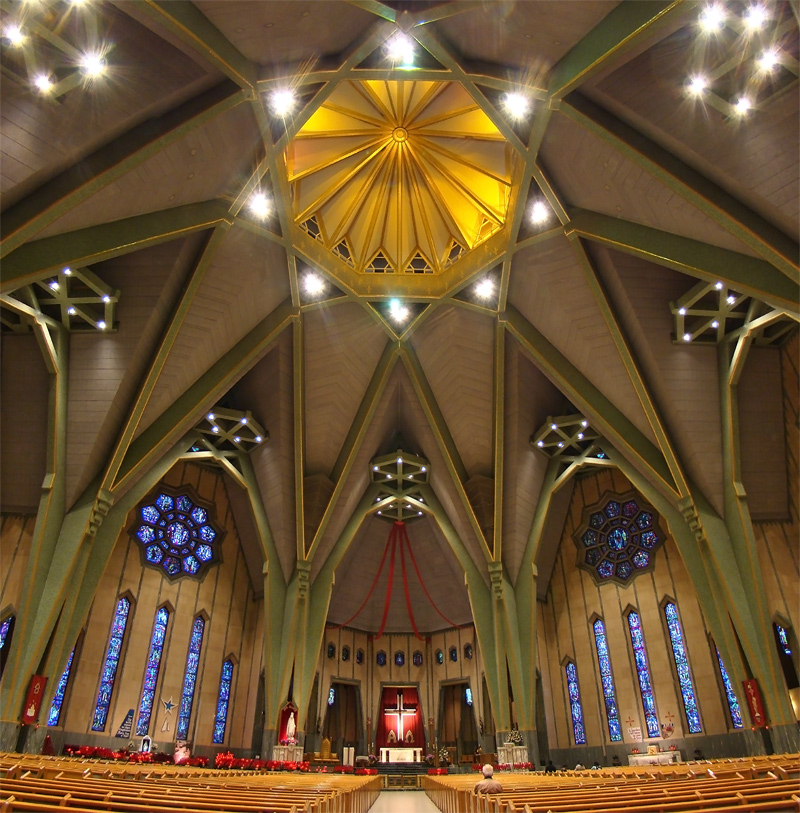
Basílica do século XX, Basilica of Notre-Dame-du-Cap Trois-Rivières, Quebec
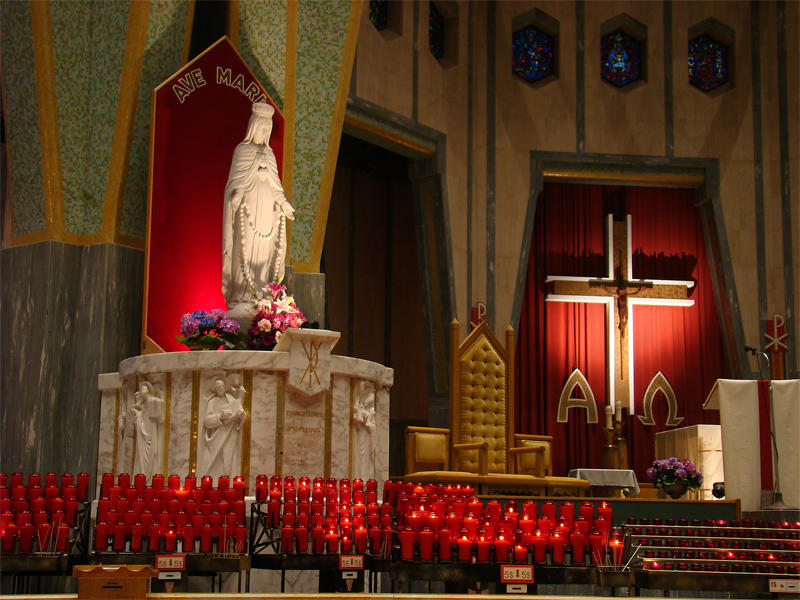
Basílica de Notre-Dame-du-Cap Trois-Rivières, Quebec
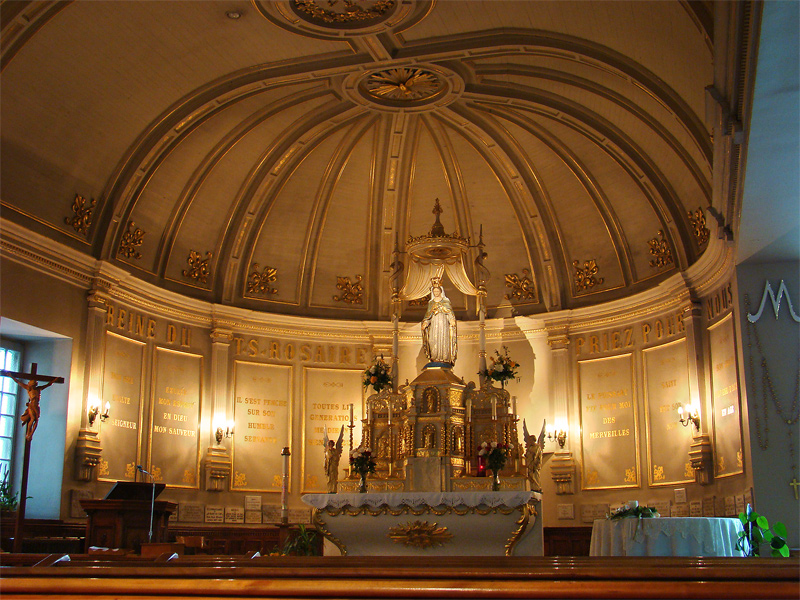
Basílica de Notre-Dame-du-Cap Trois-Rivières, Quebec
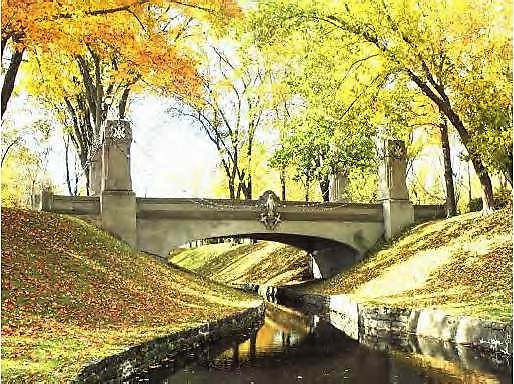
Pont Chapelets, Basilica de Notre-Dame-du-Cap Trois-Rivières, Quebec
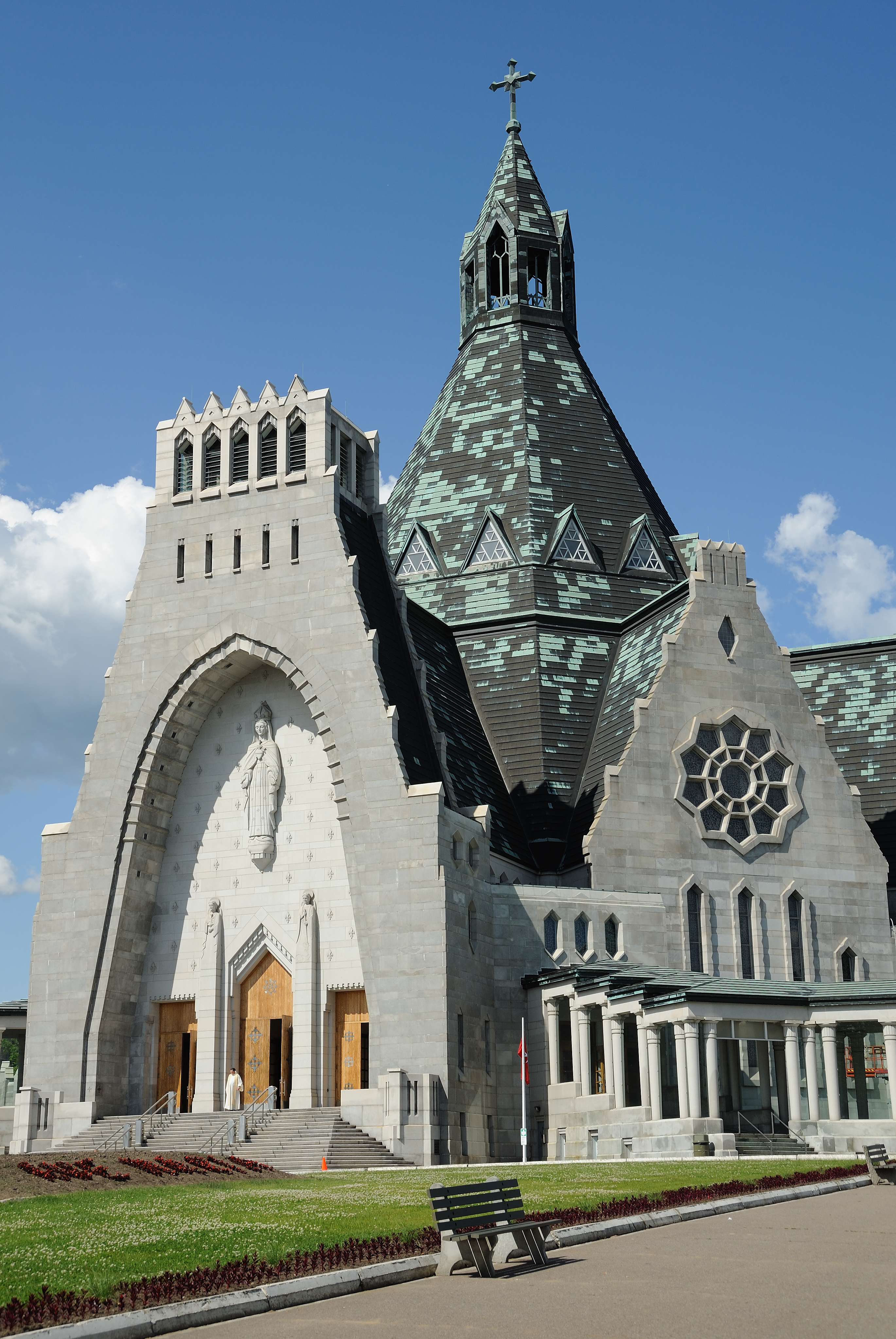
Entrada principal